# Klaus Zimmermann (General)
Klaus Zimmermann (* 30. August 1941 in Burgstaden, Kreis Merseburg) ist ein ehemaliger Generalmajor der Luftstreitkräfte der Nationalen Volksarmee der Deutschen Demokratischen Republik.

## Leben
Klaus Zimmermann, Sohn eines Landarbeiters, war nach dem Abitur 1959 kurze Zeit Betonhilfsarbeiter und trat am 1. November 1959 in die bewaffneten Organe der DDR ein. Nachdem er von 1959 bis 1961 Offiziersschüler an der Offiziersschule Bautzen war, fungierte er zwischen 1961 und 1963 zunächst als Flugzeugführer und Kettenkommandeur sowie im Anschluss von 1963 bis 1965 als stellvertretender Kommandeur für Politarbeit einer Staffel, ehe er zuletzt von 1965 bis 1967 Kommandeur einer Staffel im Jagdfliegergeschwader 2 auf dem Fliegerhorst Trollenhagen war. Im Anschluss war er zwischen 1967 und 1970 Offiziershörer an der Militärakademie Friedrich Engels in Dresden und schloss die dortige Ausbildung als Diplom-Militärwissenschaftler ab.
Nachdem Zimmermann 1971 kurzzeitig als Staffelkommandeur zum Jagdfliegergeschwader 2 zurückgekehrt war, fand er zwischen 1971 und 1977 zunächst Verwendung als stellvertretender Kommandeur für fliegerische Ausbildung des Jagdfliegergeschwader 9 „Heinrich Rau“ auf dem Fliegerhorst Peenemünde. Er war von 1977 bis 1978 Kommandeur des Jagdfliegergeschwader 9 sowie im Anschluss zwischen 1978 und 1980 stellvertretender Kommandeur der 3. Luftverteidigungsdivision in Trollenhagen. Danach war er von 1980 bis 1982 Absolvent der Militärakademie des Generalstabs der Streitkräfte der UdSSR „Kliment Jefremowitsch Woroschilow“ und fungierte nach seiner Rückkehr von 1982 bis 1983 als stellvertretender Kommandeur für Fliegerkräfte im Führungsorgan Front- und Militärtransportfliegerkräfte (FO FMTFK), einem Großverband der Luftverteidigungskräfte der NVA. Nachdem er im vierten Quartal 1983 mit der Führung beauftragt wurde, löste er am 1. Januar 1984 Oberst Wolfgang Büttner 1984 als Kommandeur des Führungsorgans Front- und Militärtransportfliegerkräfte in der „Lambert Horn“-Kaserne in Strausberg ab und verblieb auf diesem Posten bis zum 31. Dezember 1989, woraufhin Oberst Ralf Wukasch am 1. Januar 1990 seine Nachfolge antrat.
Am 1. März 1987 wurde Oberst Zimmermann im Rahmen des 31. Jahrestages der Nationalen Volksarmee (NVA) zum Generalmajor ernannt. Für seine Verdienste in der DDR wurde er mit dem Kampforden „Für Verdienste um Volk und Vaterland“ in Gold ausgezeichnet. Seine Entlassung aus dem aktiven Militärdienst erfolgte am 31. März 1990.